# Station Jezierzany
Station Jezierzany is een spoorwegstation in de Poolse plaats Jezierzany.